# Кичигино (Челябинская область)
Кичи́гино — село в Увельском районе Челябинской области. Расположено на берегу Южноуральского водохранилища, вблизи автодороги  А310.

## История
Основано в 1748 году как казачья крепость поселенцами из Еткульской крепости — казаками Кичигиными, чье имя и получила. Со временем из крепости переросло в крупную казачью станицу, после 1917 года — село.
К восстанию Пугачева кичигинские казаки примкнули в январе 1774. С середины февраля крепость служила главной базой отряда О.Сазонова, пытавшегося овладеть близлежащей Троицкой крепостью. В апреле жители крепости,  исполняя предписание повстанческой Военной коллегии, заготавливали провиант и фураж для войска Е.И. Пугачева, которое готовилось к походу от Авзяно-Петровских заводов к Челябинску. В октябре жители крепости принесли властям повинную.
В 1942 году в Кичигино был эвакуирован Ворошиловоградский ремонтно-механический завод. После окончания Великой Отечественной войны Кичигинский ремонтно-механический завод перешёл в управление Челябинской облсельхозтехники и являлся наряду с Еманжелинским РМЗ крупнейшим подразделением по ремонту с/х техники. Новый виток развития Кичигинский РМЗ получил, когда в 1962 году на пост директора был назначен Зубов В.В.
Кичигинская средняя школа им. В. П. Кибальника основана в 1871 году. Школа неоднократно выигрывала различные конкурсы и гранты.

## Люди связанные с Кичигино
- Гладышев Иван Васильевич (1906—1975) — участник Великой Отечественной войны, полный кавалер ордена Славы. Жил и работал в Кичигино с 1956 года по 1975 год.
- Зубов Виталий Васильевич (1926—2003) — дважды кавалер ордена Трудового Красного Знамени. Жил и работал в Кичигино с 1959 года по 2003 год.
- Павлова Маргарита Николаевна (род. 22 января 1979) — российская тележурналистка и политик, член Совета Федерации (с 2019 года по 2024 год)